# Ledothamnus luteus
Ledothamnus luteus är en ljungväxtart som beskrevs av B. Maguire, J.A. Steyermark och J.L.Luteyn. Ledothamnus luteus ingår i släktet Ledothamnus och familjen ljungväxter. Inga underarter finns listade i Catalogue of Life.